# 耕野
耕野（こうや）は、宮城県伊具郡丸森町の大字。2015年10月1日現在の世帯数は242世帯、人口は671人。郵便番号981-2303。

## 地理

### 位置関係
丸森市北西部、阿武隈川左岸にあたる。
東で大字大張大蔵・大字大張川張、南で字川原田・字水沢・字袖山・字川前・字袖五郎・字日照田・字北原東・字北原南・字大巻北・字大巻南および福島県伊達市梁川町舟生、西で白石市越河平・福島県伊達市梁川町五十沢、北で白石市斎川・大鷹沢三沢と接する。

### 地形
阿武隈高地の山間部に位置し200〜300mの山々が起伏する谷間に集落が発達し、平地に乏しいため急斜面に石垣を築いた棚田が見られる。南部から東部にかけて阿武隈川に面しており渓谷を成している。
山
- 大桜山（390m）

白石市との境界には大桜山が聳え、そこから東側の阿武隈川に向かって3本の支稜が伸びている。
河川
- 阿武隈川

阿武隈川のうち福島県・宮城県境付近は急に川幅が狭くなり岩が剥き出した急流となっていたためこの渓谷を「猿跳（さるはね／さるぱね／さるっぱね）」と呼ばれていた。その急流部分をそれぞれ上流から梁滝・雪滝・甲滝（兜滝）・大坊木滝・猿羽根滝・野呂滝・井戸尻滝と呼ばれていた。
阿武隈川は年貢米の輸送に利用され藩境であることから水運の中継地点として重要な施設が置かれた。詳細は歴史に記載する。

阿武隈川の様子
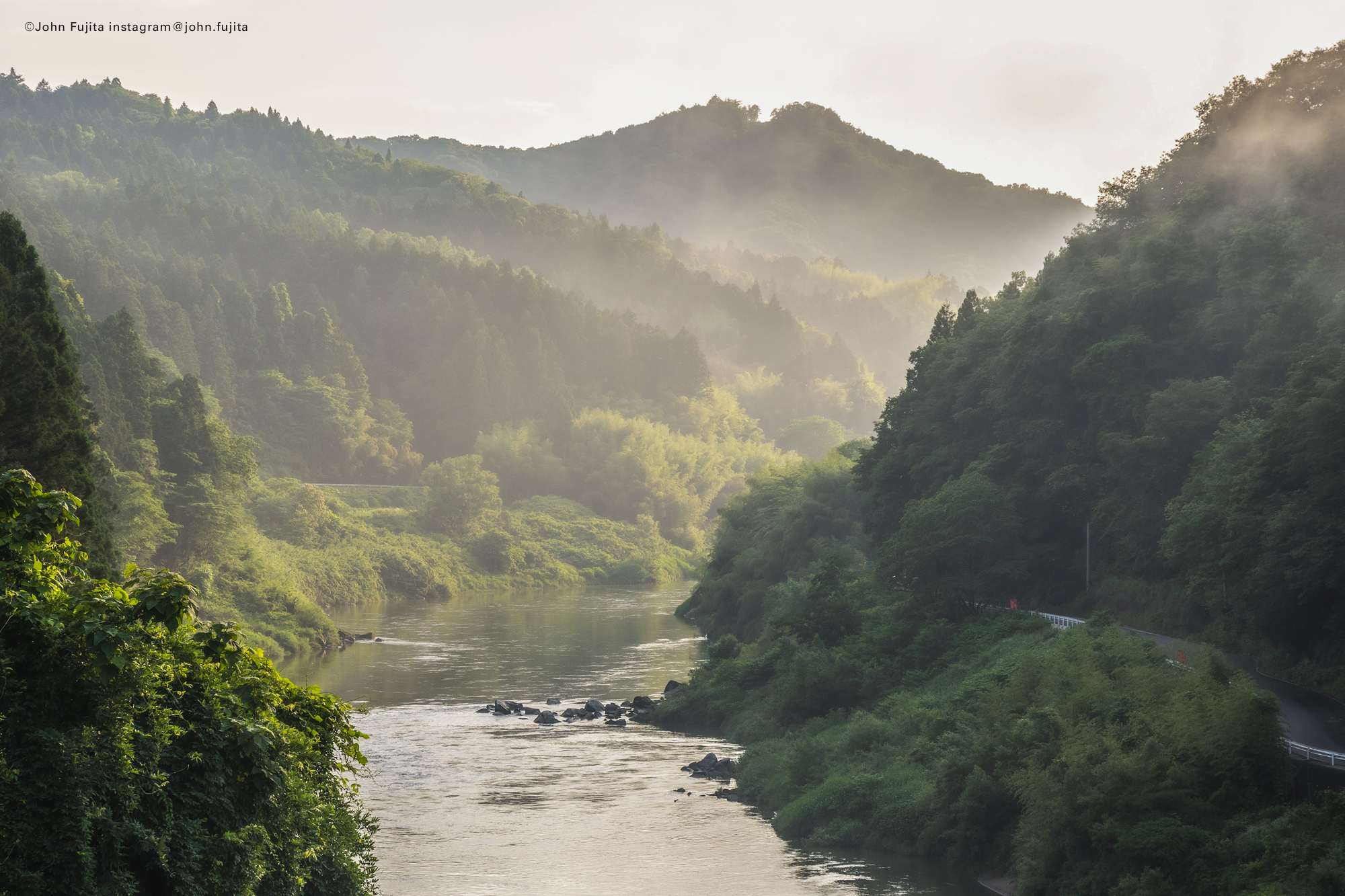
阿武隈川と国道349号線
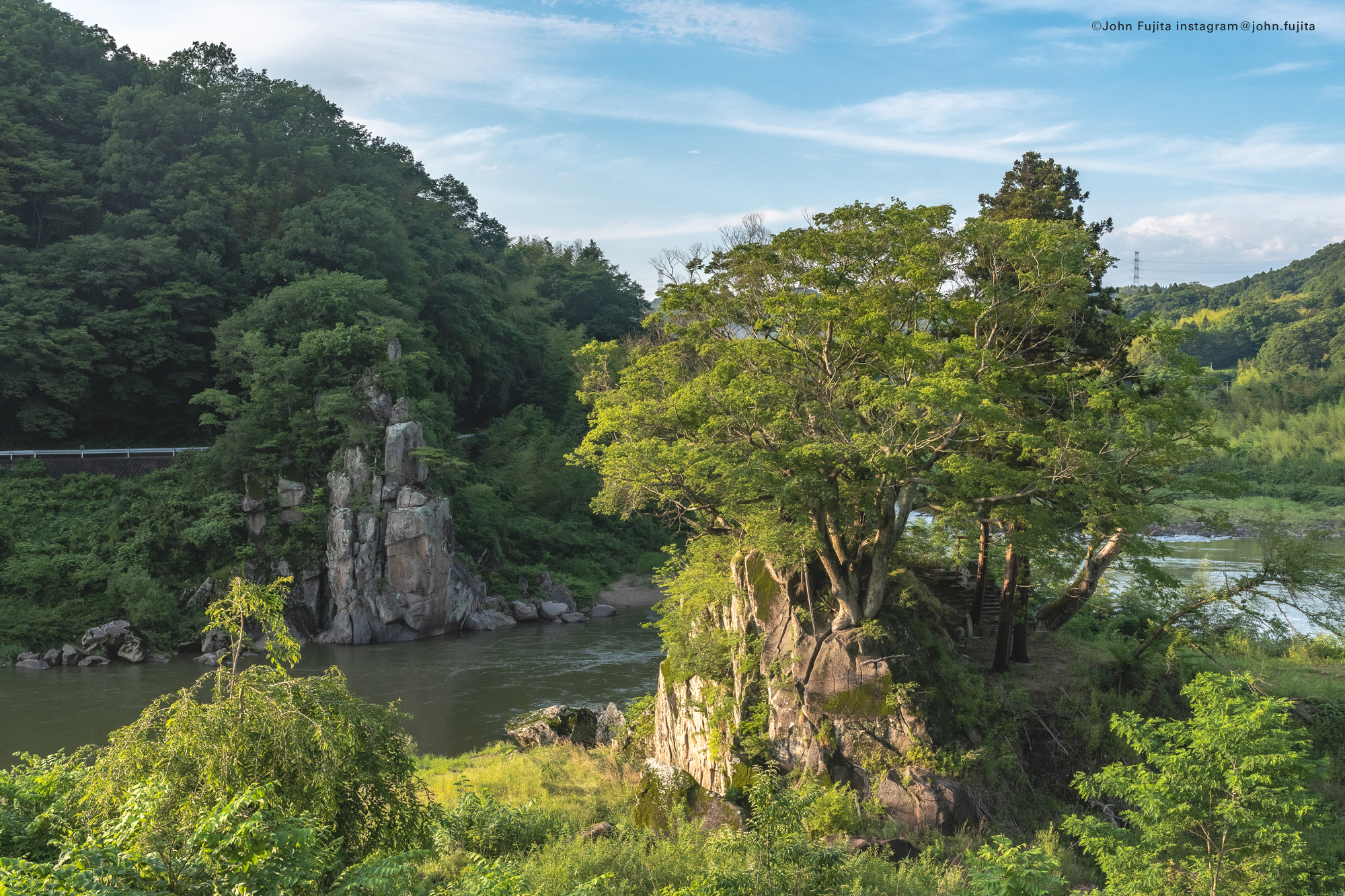
猿跳岩
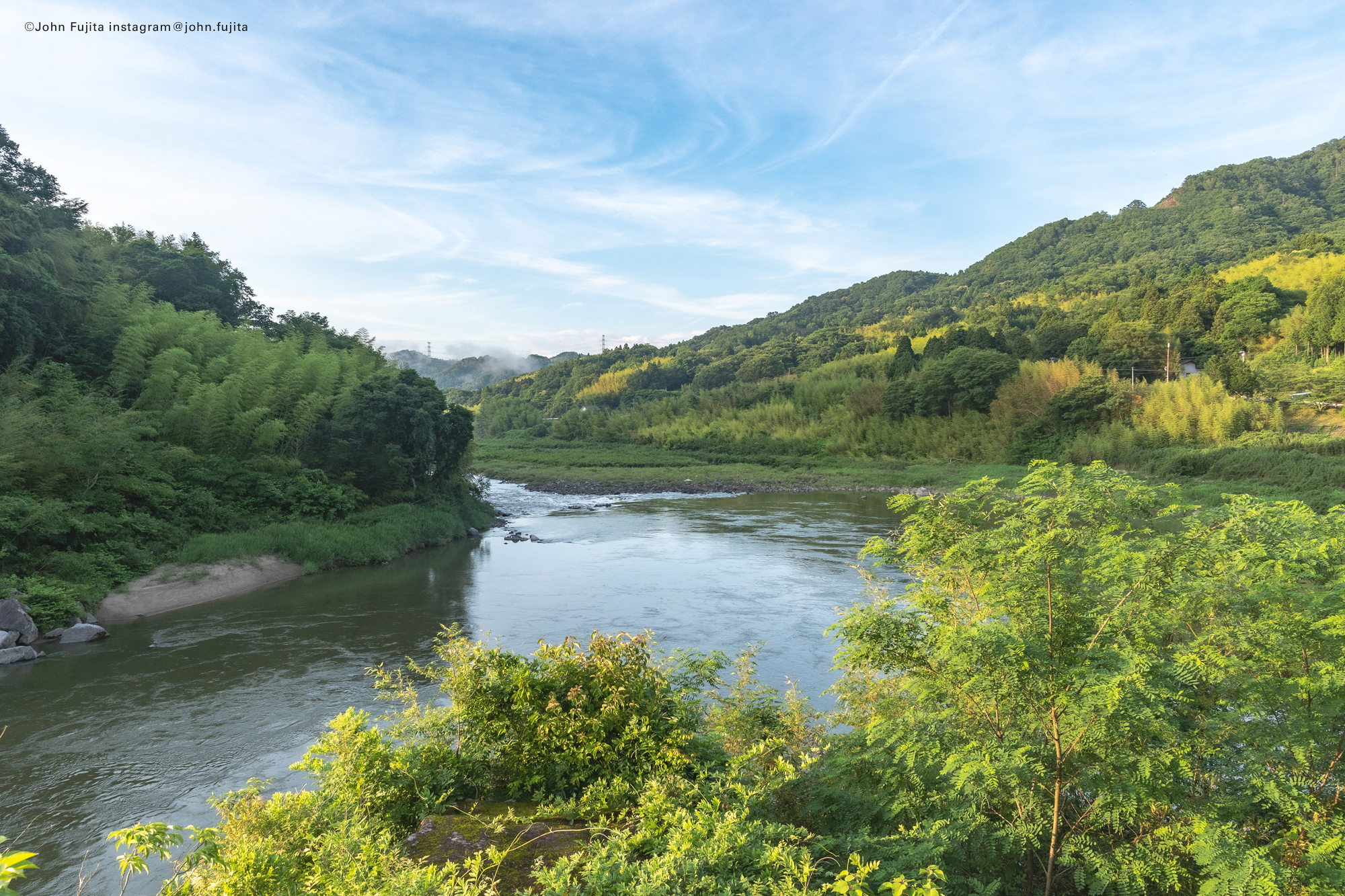
猿跳の様子

集落
集落は大桜山から東側に伸びる支稜に沿って4つの沢があり、阿武隈川に注ぐ上流から芦沢、内越沢、大和沢、茗荷沢に沿って点在する。平坦な土地が少なく、斜面を耕し田畑を開墾したことから「耕野」の地名がついたとされている。

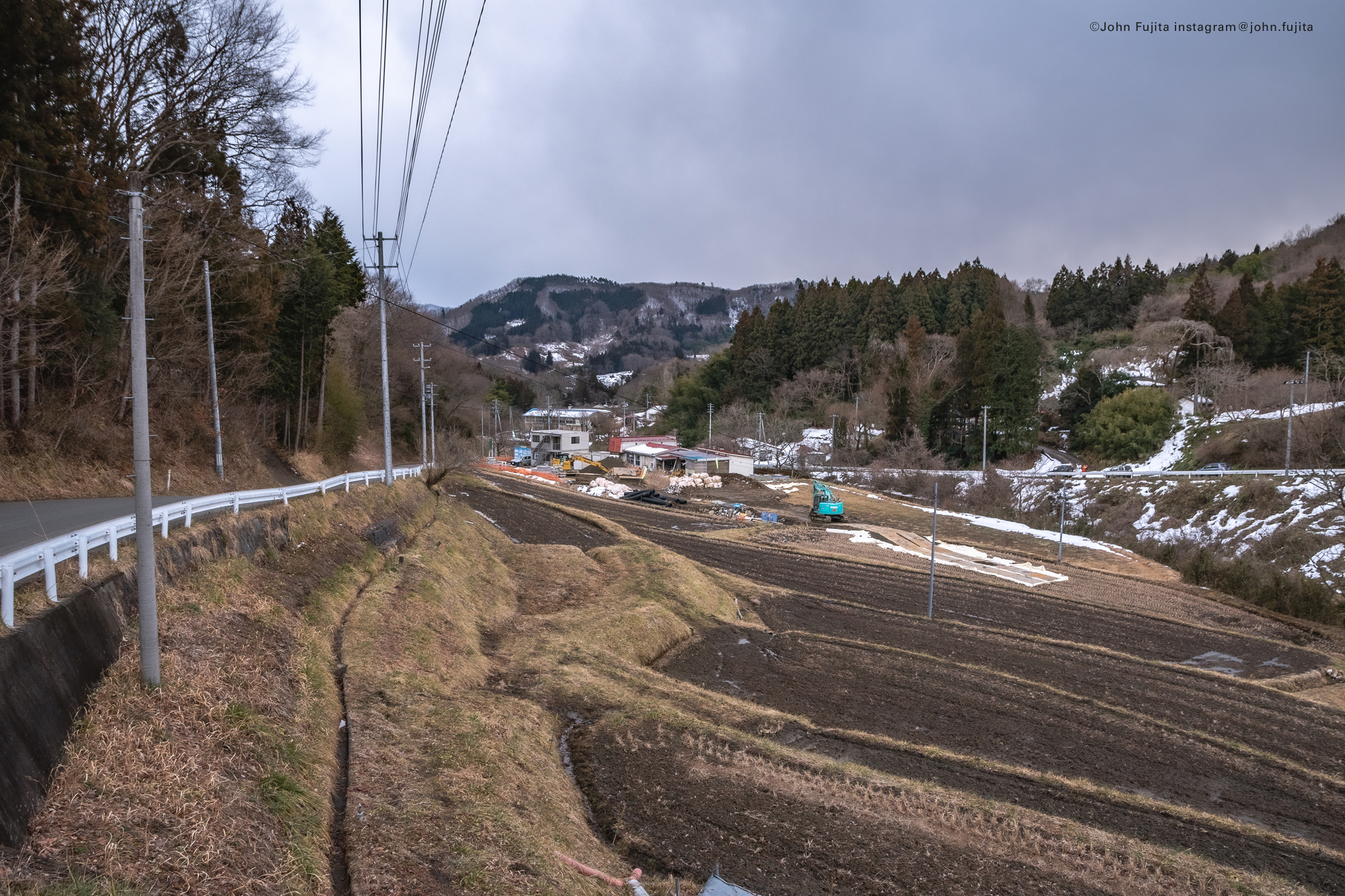
棚田と谷の集落

### インフラの概要
（交通に関する詳細は#交通を参照）
道路
国道349号が南端を阿武隈川左岸に沿って通過。宮城県道105号越河角田線と宮城県道106号川前白石線が縦貫ている。
水道
耕野地区内、上下水道の整備がされておらず、生活用水には井戸水が使用されている。

### 小字
2024年（令和6年）6月時点における耕野の小字は以下の通りである。
- 芦小田
- 芦沢
- 石畑
- 板沢
- 入
- 入大
- 岩
- 岩下
- 牛石
- 笑
- 大釜西
- 大釜東
- 大久保
- 大高丸1番〜大高丸9番
- 大場平上
- 大場平下
- 大平
- 起目
- 風穴
- 頭木
- 金井上
- 金井下
- 金井中
- 金山
- 烏峠
- 北
- 北沢
- 北山
- 桑代
- 弘法
- 小田
- 小屋館
- 山下西
- 山下東
- 菖蒲田
- 白五郎
- 新田
- 砂田
- 千石
- 袖山
- 高堂
- 高原
- 高平
- 竹中
- 立石
- 大黒
- 力持
- 土巻
- 問場
- 登花西
- 登花東
- 道場
- 百目木
- 銅屋場
- 中ノ沢
- 中丸
- 鍋堀
- 西一本松
- 西前
- 二段場
- 沼
- 花立
- 羽抜
- 羽根石
- 早坂
- 羽山
- 火石坂
- 東一本松
- 一ツ森西
- ーツ森東
- 火名
- 日吉
- 広田
- 福田
- 藤坂
- 不動
- 曲坂
- 松林
- 宮ノ田
- 茗茄1番〜茗茄2番
- 明神
- 物見石
- 門ノ内
- 屋敷入
- 吉倉
- 旱魃田
- 後藤
- 嶽

## 歴史

### 遺跡
当地区には小規模な26ヶ所の遺跡があり、縄文末期から弥生時代にかけての土器や石器が出土している。大半は縄文時代末期と思われるもので立石や御境のような特殊なものも出土している。ただし、多種多様な形式の土器が出土しており、規模も小さいことから長きにわたって生活が営まれたものではなく、短期間にわたって少人数での生活が営まれていたのではないかと考察されている。

### 村の起源についての口伝
村の発生についていくつか言い伝えがある。
平家の落人伝説が言い伝えられている。治承の乱（1180年）に屋島、壇ノ浦等の戦に敗れた平家の人々が源氏の追い討ちを逃れて山深いこの地に住み着いたと言われている。当時造られたという大桜の溜池や武芸を捨てなかった馬場などの地名が今も残っていることが落人伝説の証拠であるとされている。
一方、平家ではなく源頼朝の軍勢に攻め立てられた藤原泰衡方の伊達大木戸の残党が、鹿屋松付きのこの地に住み着いたのが、平家と自称したことから誤りとも言われている。
また慶長5年の関ヶ原の戦いの時代には、上杉方に属していた白石城を攻め落とすため、伊達政宗方に付いて参加した野武士（騎馬1騎、鑓・鉄砲150人）の居住した村落とも言われている。その証拠に村民は品替百姓として特権を保障されてきた記録がある。

### 近世
耕野の記録は天正17年に行われた伊達政宗による動向調査「伊達天正日記」のうち「里野臥日記」にて屋敷と百姓の名前がみえる。
江戸時代、伊具郡西根他地区同様に多くが仙台藩蔵入地であった。仙台藩と福島藩の境界に位置しており、境界警備や阿武隈川水運を管理する施設が多く置かれ、大坊木（おおぼうぎ）には天和3年に境番所が設置。沼ノ上（ぬまのうえ）には信夫郡の大森代官所の年貢米輸送取扱陣屋、伊達郡の桑折代官所の支配地の年貢米輸送取扱陣屋、二本松藩預り地の年貢米輸送取扱陣屋（後に仙台藩城米方問屋会所）がそれぞれ1軒ずつ設置された。また仙台藩により城米方溜蔵、川海上掟書札場が設置された。他にも阿武隈川上流の伊達、信夫、川俣、浅川の幕府代官用に舟道具蔵があった。
村の状況は石高について「元禄郷蔵」では817石余、「天保郷蔵」では971石余との記載がある。またそれ以降では安永風土記にて安永年中の村の状況を克明に記録されている。
安永年中の村の状況
村高：97貫余、うち田代68貫、畑代28貫（うち茶畑1貫余）
※田のうち一部が五十沢村との論所になっていたため年貢米は桑折代官所へ納めていた。
人頭：134人(御竿答：72人、代数有之百姓：53人、品替百姓：6人
産物：絹糸、絹繭、紙、桑など
寺：曹洞宗耕竜山桃泉寺
神社：山王窟・春日社

### 近代
耕野製糸場
明治初頭、耕野をはじめ周辺地域は生糸の製造が盛んであり、村内大釜には宍戸広がかつて経営していた耕野製糸場があった。耕野製糸場は村民80名を株主に村を挙げて設立されたがわずか5年で閉業した。
町村制施行
1889年（明治22年）4月1日 - 町村制の施行により、耕野村が単独で自治体を形成。
満州耕野分村
昭和初期、この村は山がちな地形であり耕地が拡張できず、その割に人口が多く村の経済発展を妨げる要因となっていた。その問題を解決するため昭和15年より満州国東安省勃利県長興に分村が行なわれた。
まず諸問題解決のため村では耕野村振興会が設立され、振興会を母体に成道学校を設立し、愛郷心運動を展開した。併せて農事実行組合が設立され農村更生に積極的に取り組んだ。その活動を受け昭和9年に宮城県により「経済構成特別指導村」、昭和12年には農林省の「経済更生特別助成村」の指定を受け、農業経営の合理化、集落団体の充実、負債整理、生活刷新など農村更生により力を入れた。しかし土地と人口の不均衡の解消は現実的に不可能とされ、解決策として満州移民による分村計画が浮上した。
昭和13年に県の「満州移民分村計画指導村」となり、翌14年には「満州開拓民分村計画」が樹立された。実行方針は下記のとおりであった。
1. 経済更生計画に基づき、釣果農家戸数を集合開拓農民として、満州国奉天省新民県流河地域(後に東安省勃利県長興に変更）に入植させ耕野村を建設するとともに母村（以後耕野村を母村と記す）の中農化を断行する[4]。
2. 耕野村における標準農家の規模は、一町八反とする[4]。
3. 超過戸数の選出は、昭和15年度より三ヶ年において実施する[4]。
4. 分家による村内農家戸数の増加を抑制するため、努めて青少年義勇軍の送出を行う[4]。
5. 移住者の送出並びに資産、負債、耕地の整理、残留家族の共援は一切村の責任において処理をする[4]。

上記に基づき送出個数は150戸とし、昭和15年6月には先発隊として20人が送り出され、その後何度かに渡り、開拓団員とその家族が渡満した。広大な草原に築かれた開拓村は本部の集落を中心として5つの集落を形成した。昭和20年には339人の人口を抱え、母村を凌駕するほどの生活水準にまで成長した。
敗戦後満州からの引き上げをせざるを得なくなり、母村を目指すこととなった。幸い母村へ引き上げができた者たちは親類縁者の援助で暮らしていたが、新しい自活の道を切り開くことは極めて困難であった。
耕英開拓地
引揚者の状態を憂慮した八島考二 元村長は引揚者の居場所確保に尽力した。まず自分の土地に引揚者の一部を入植させ、残る引揚者を栗駒山麓に入植させるべく駒の湯温泉の菅原兵三郎と協力し耕英開拓村（現在の栗原市耕英）の建設に取り掛かった。昭和23年には栗駒山麓への入植が認められた。しかし厳しい自然環境に耐えられず耕英開拓村を出るものが続出し一時は残留者が7人にまで減少した。その後政府の働きかけにより栗原郡や登米郡からの移住者を受け入れ村の生活が安定に向かった。

### 耕野の沿革
- 幕末時点では伊具郡耕野村であった。陸奥仙台藩領。
- 1868年（明治元年）12月24日 - 白石藩領となる。
- 1869年（明治2年）
  - 8月7日 - 白石県の管轄となる。
  - 11月27日 - 白石県が県庁を角田城に移転し、角田県に改称。
- 1871年（明治4年）11月2日 - 第1次府県統合により仙台県の管轄となる。
- 1872年（明治5年）1月8日 - 仙台県が宮城県に改称。
- 1876年（明治9年）
  - 4月22日 - 磐前県の管轄となる。
  - 8月21日 - 第2次府県統合により宮城県の管轄となる。
- 1889年（明治22年）4月1日 - 町村制の施行により、耕野村が単独で自治体を形成。
- 1954年（昭和29年）12月1日 - 耕野村が丸森町・金山町・筆甫村・大内村・小斎村・舘矢間村・大張村と合併し、改めて丸森町が発足。丸森町の大字となる。
- 2012年（平成24年） - 2011年に発生した福島第一原子力発電所事故の影響により、丸森町内で採取されたタケノコの一部から基準を超える放射線量が検出。宮城県より旧耕野村産という表現で、かつての耕野村の地域を指定した出荷制限が行われた[7]。出荷制限は2014年に解除された。
- 2019年（令和元年）10月12日 - 台風19号が猛威を震い、耕野地区で土砂災害が発生し、住民が孤立するなどした。

## 産業
農作物
- タケノコ
- ころ柿
- あんぽ柿
- ヤーコン

太陽光発電所

2事業者が現在太陽光発電所の建設計画が進め、2022年6月に着工した。環境アセスメントを回避するため2事業社に分け申請、住民の合意も不十分な中着工通知するなどし住民との間に溝が深まっている。

太陽光発電所の賛否
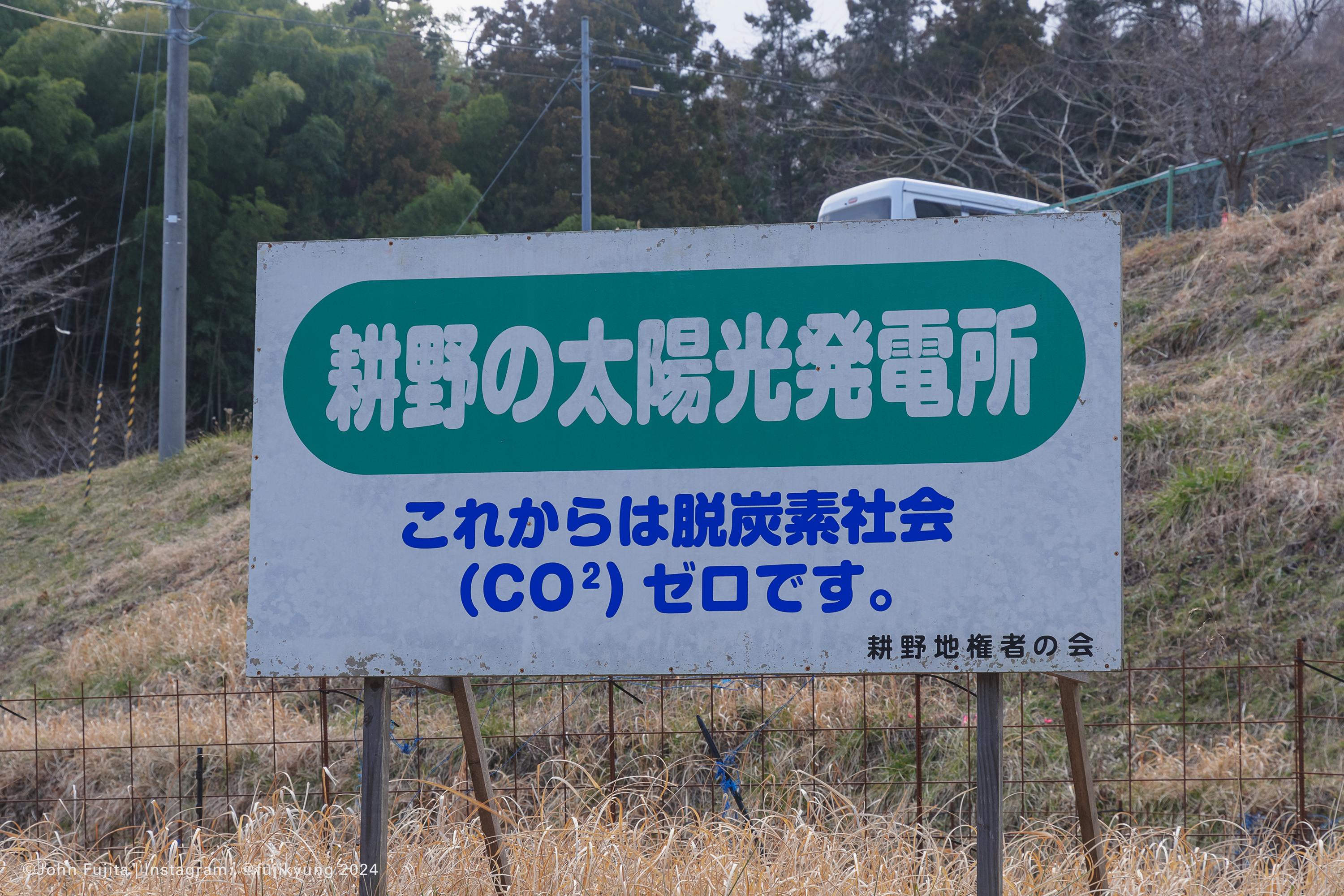
太陽光パネル賛成派の看板
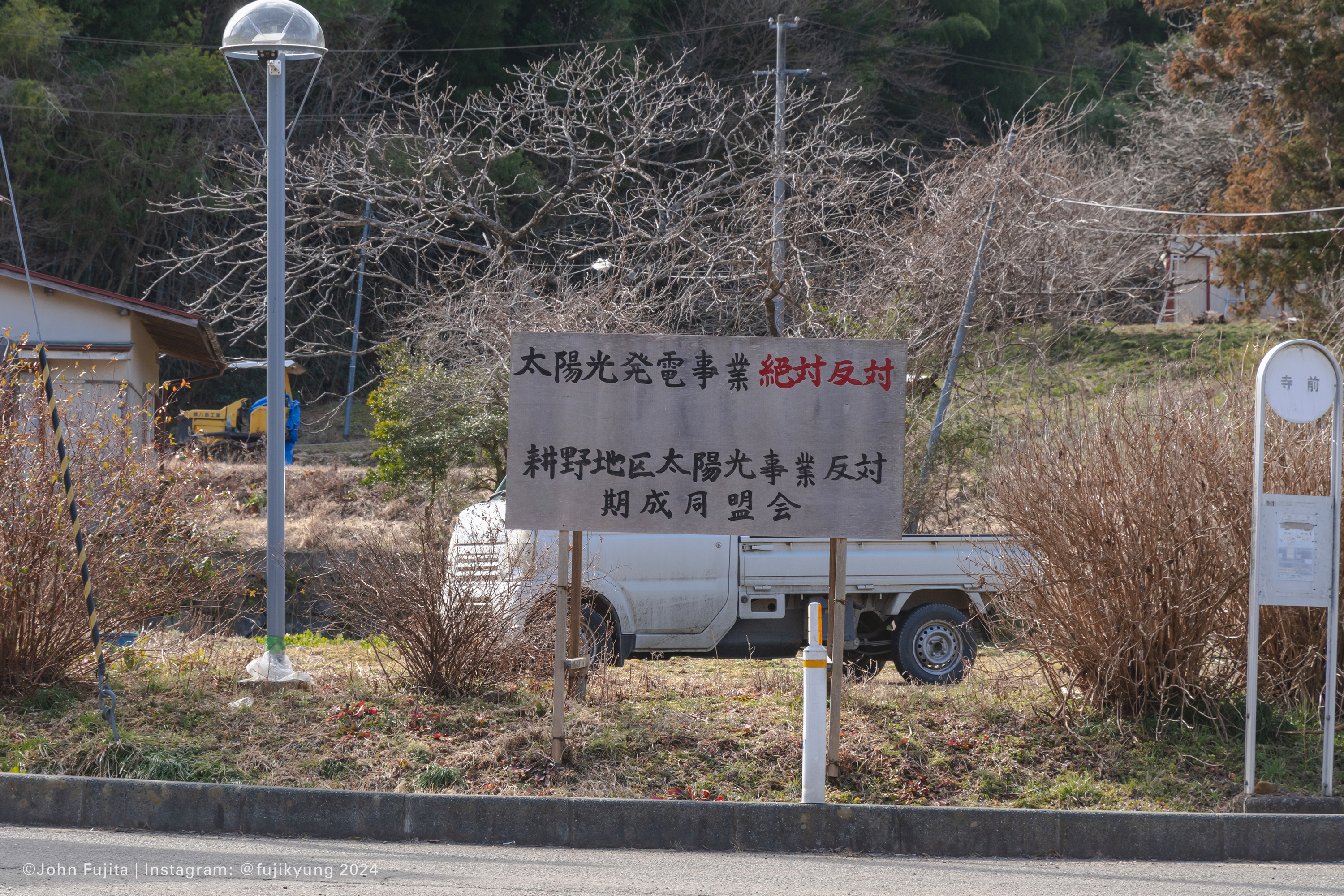
太陽光パネル反対派の看板

## 防災
- 耕野村消防団
  - （組織体制）2分団4班で構成。
  - （団員数）73名
  - （装備）当時[いつ?]の装備は腕用消防ポンプ4台であった。

## 交通

### バス
- 丸森町民バス
  - 大耕線
    - 丸森病院・丸森町役場 - 耕野公民館前 - 大張公民館前 - 丸森病院・丸森町役場
- 白石市民バス
  - 大張線
    - 城下広場 - 白石駅 - 白石蔵王駅 - 大張公民館

### 道路
- 国道349号
- 宮城県道105号越河角田線
- 宮城県道106号川前白石線

耕野の幹線道路
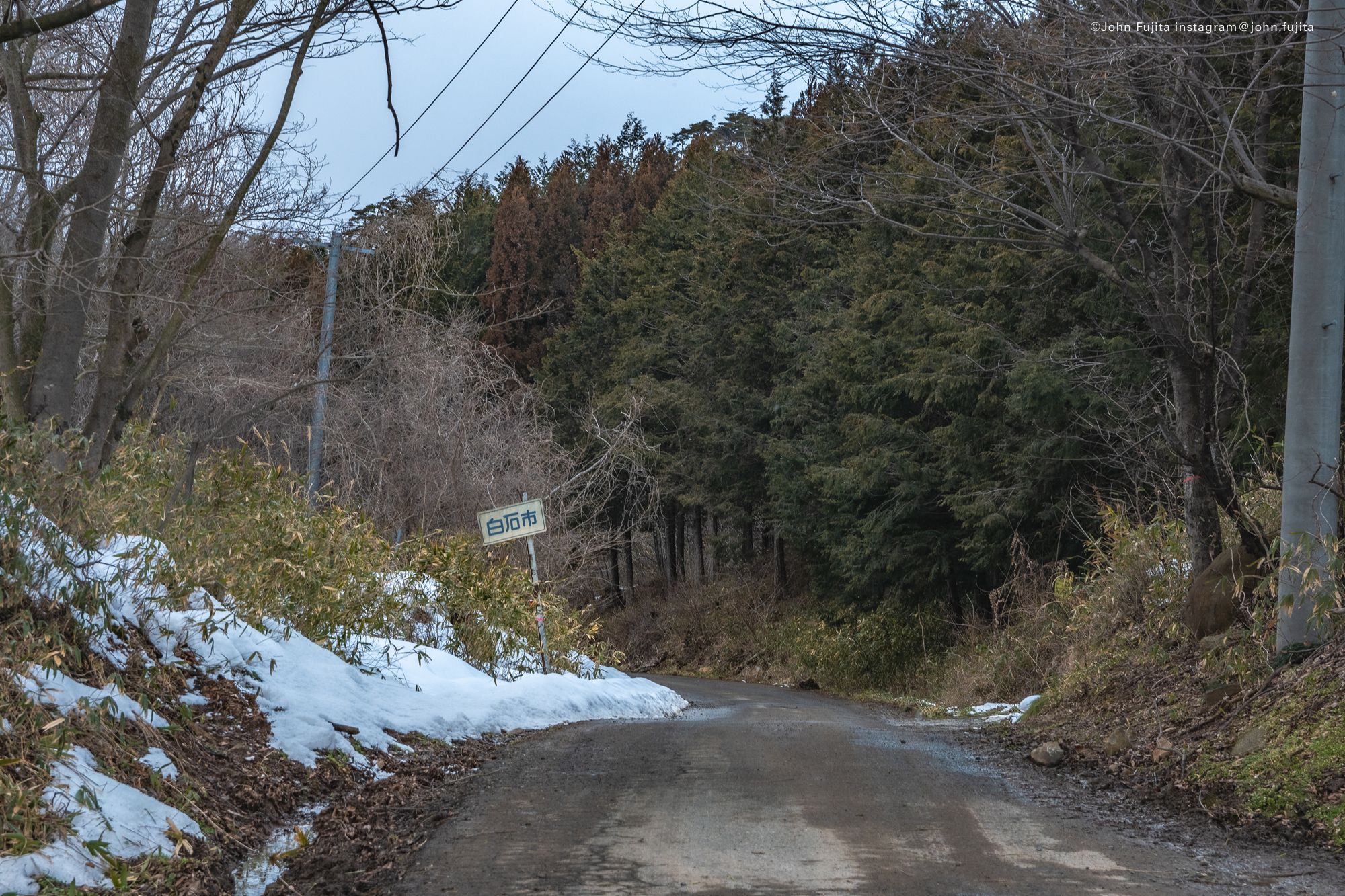
県道105号線
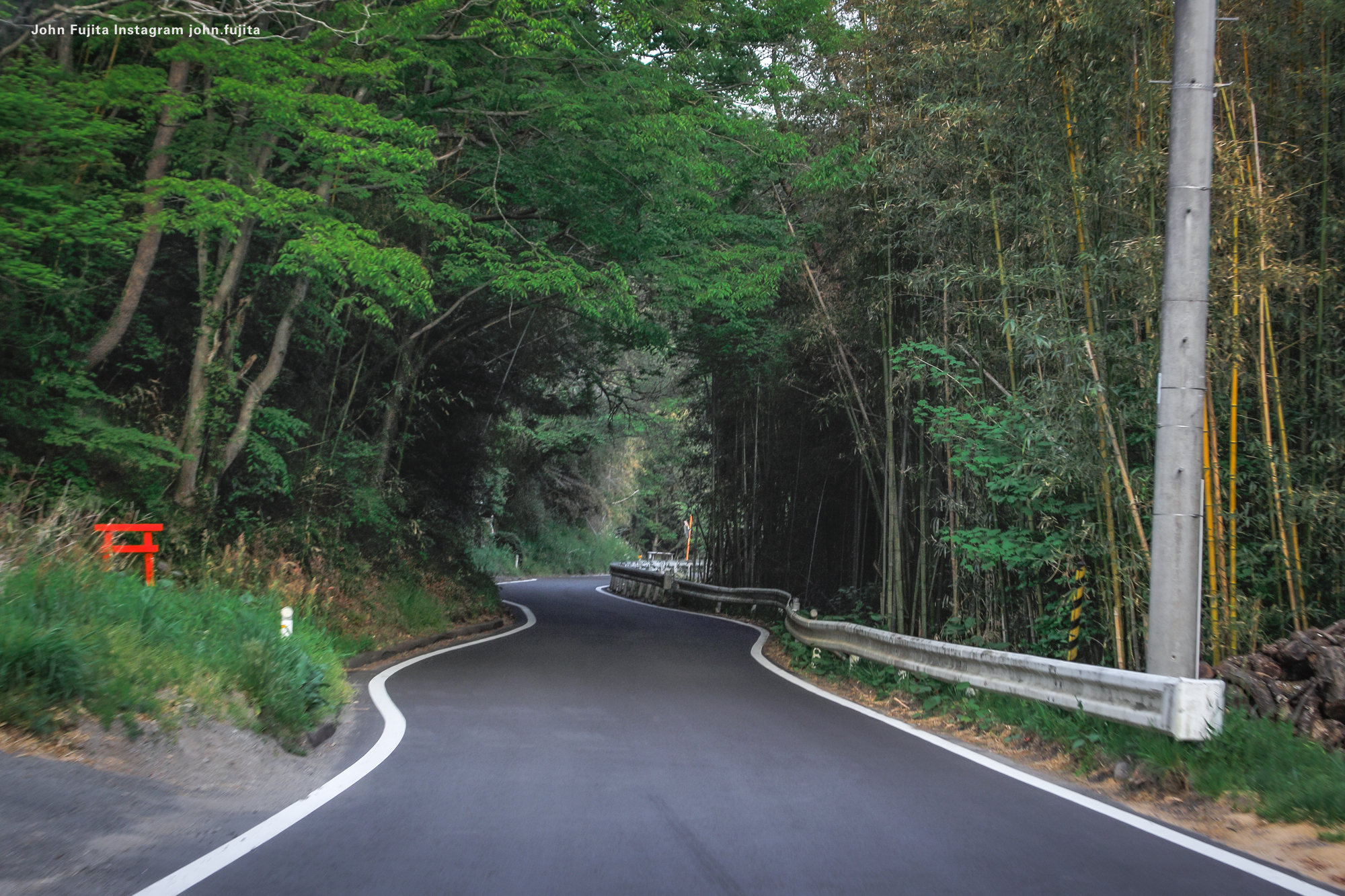
国道349号線

国道349号線は狭隘区間となっており、ボトルネックとなっている。
2019年の台風19号により被災し、現道での復旧が困難となったため、現在2024年の完成を目指して新道の建設が進められている。

#### 道路史
耕野周辺地区は明治初期の地租改正が行われても尚、水運が衰えることなく利用され阿武隈川沿いの道は人馬が十分に通れるようなものではなかった。しかし明治10年代になると政府による殖産興業政策により水運が廃れ陸路の重大性が増し、旧来の街道の改修や新道の建設が急がれた。この情勢の変化を以て松平正直県令の指示のもと阿武隈川沿いに梁川街道(後の国道349号線)の整備が行われることとなった。建設費は沿線村から3年に渡り徴収し工面し明治14年10月に着工した。耕野地区は岩盤が剥き出し斜地のため開削には多くの時間を要した。また工事中には洪水も発生し難渋を極める大工事であったが、明治16年11月に一応完成した。
その後明治20年代になると「公共道路修繕令」「街路新設条例」が制定されて県内では県道などの改修が進むようになった。しかし耕野地区を含む丸森地方ではほぼ行われず、依然として村内の道はは前時代的な状態が続いた。
昭和49年には阿武隈八溝両山系の大規模な農業改革に伴い、宮城福島両県を交えて「阿武隈山系縦貫国道建設期成会」が発足、その国道昇格運動により耕野地区を通る町道が国道349号線に昇格した。その後狭隘区間の改良促進重点箇所として早期実現の運動が行われるもなかなか改良工事は行われなかった。

### 鉄道
地区には鉄道が敷設されていない。
阿武隈川を渡り、阿武隈急行線あぶくま駅と兜駅を利用することが可能。
新幹線は白石蔵王駅か福島駅へアクセスすることができる。

## 教育
- 丸森町立丸森西中学校
- 丸森町立耕野小学校（2022年閉校）

## 施設
- 川向集会所
- 生活改善センター
- 八雲神社
- 曹洞宗耕竜山桃泉寺

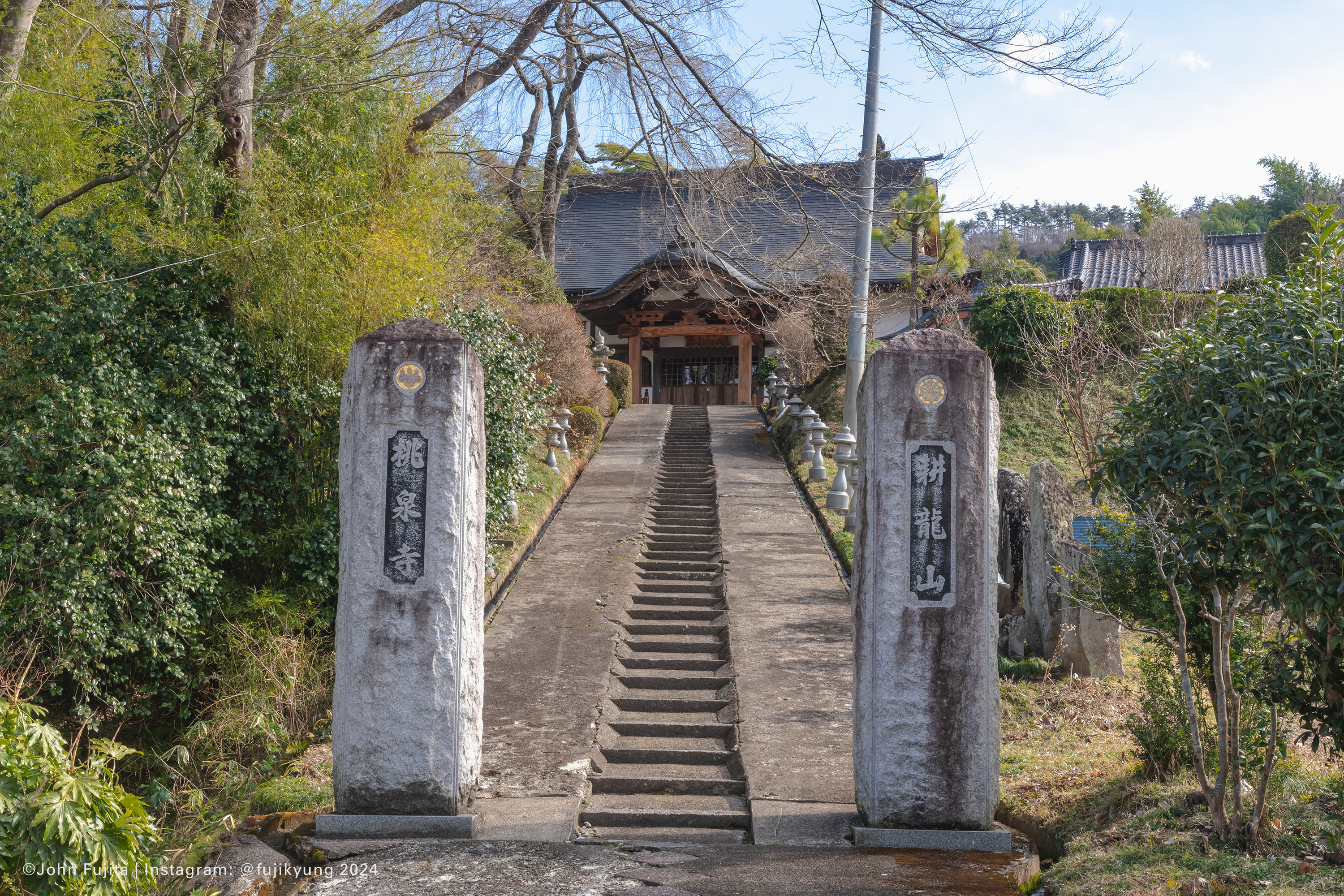
耕竜山桃泉寺
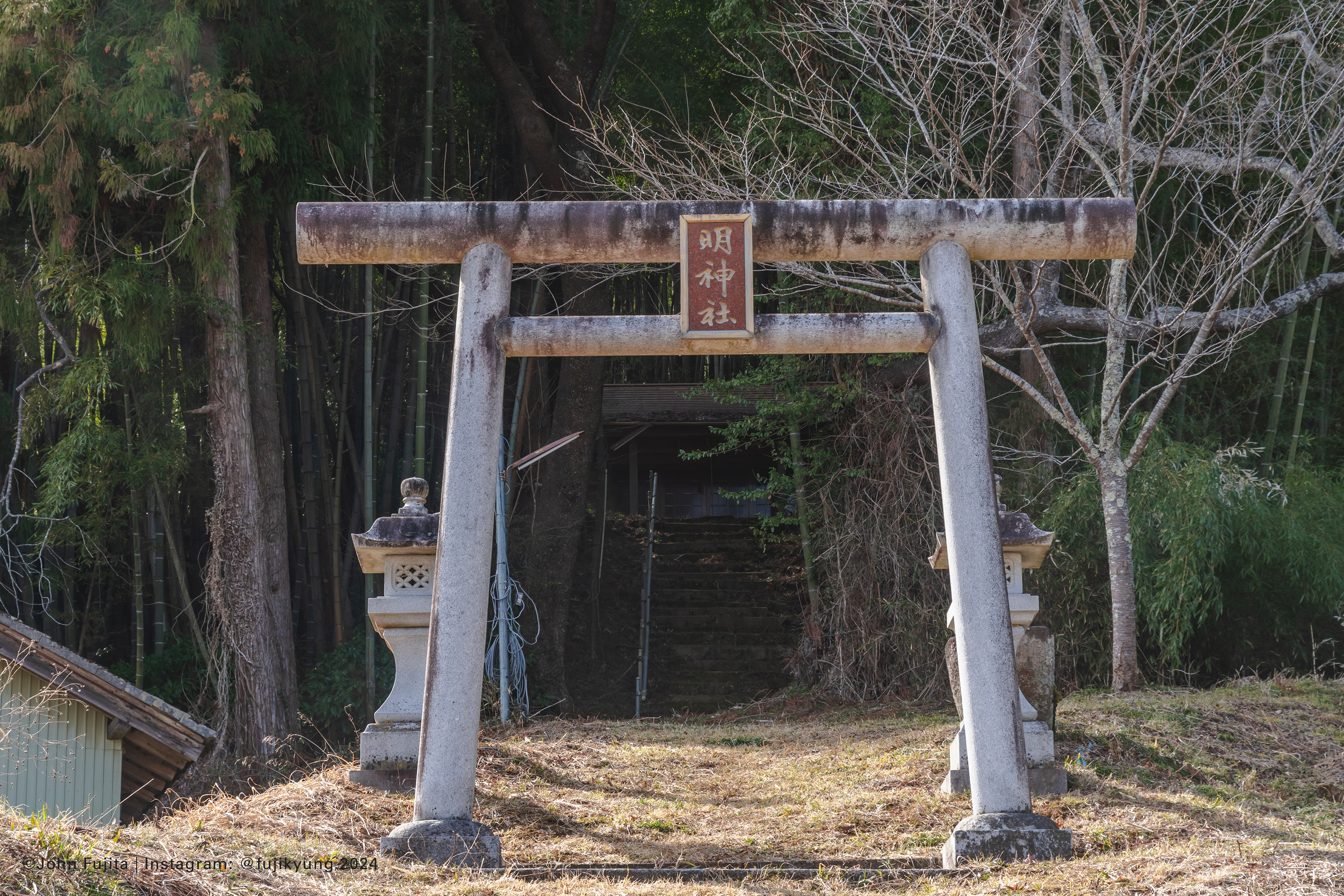
明神社鳥居
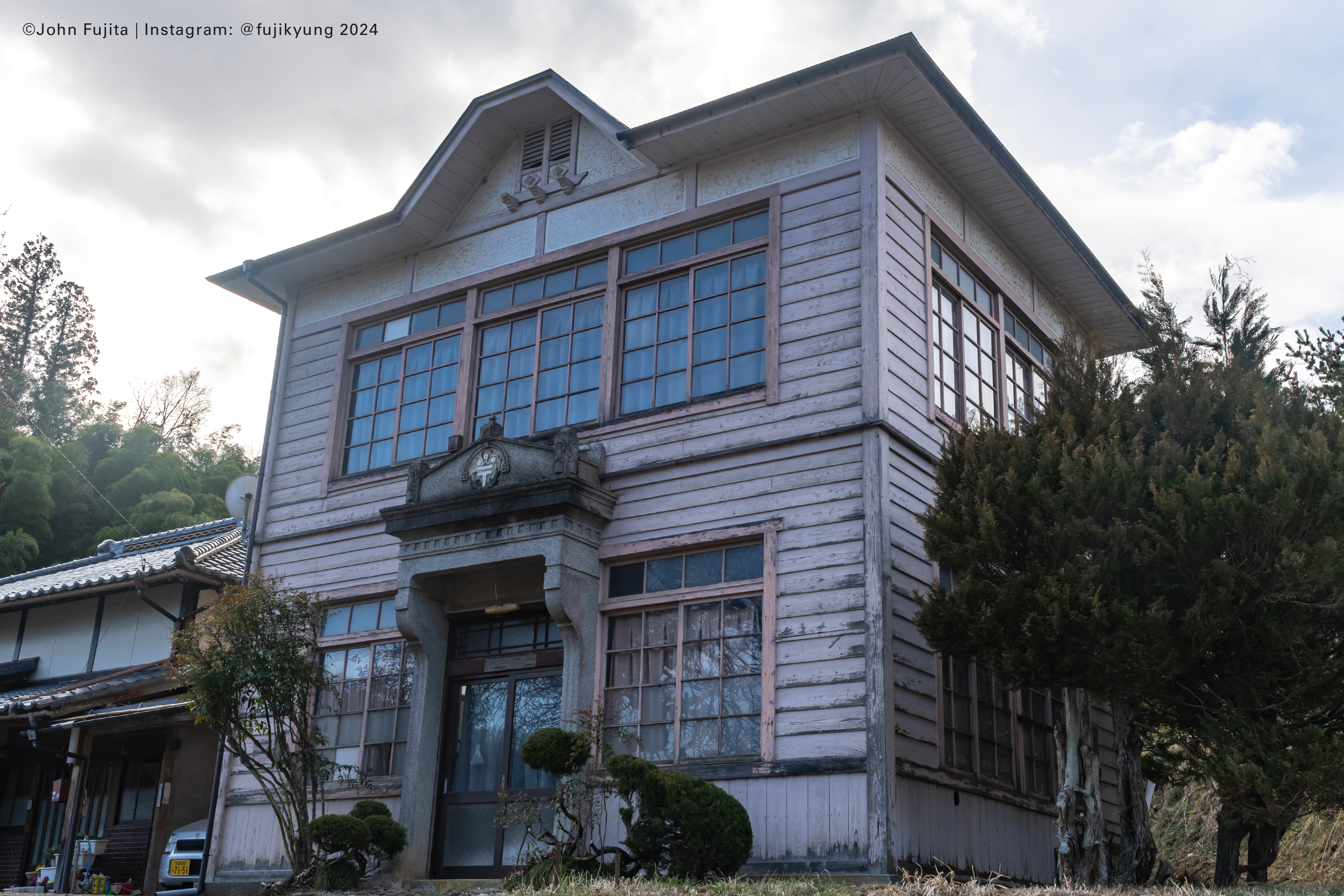
1990年に閉鎖された旧耕野郵便局